# Corbin Bernsen
Corbin Dean Bernsen (ur. 7 września 1954 w North Hollywood) – amerykański aktor, scenarzysta, reżyser i producent filmowy i telewizyjny.

## Życiorys

### Wczesne lata
Urodził się w North Hollywood w Kalifornii jako syn aktorki Wilmy Jeanne Cooper (1928–2013; pojawiła się w operze mydlanej CBS Żar młodości) i hollywoodzkiego producenta filmowego Harry’ego Ike’a Bernsena Jr. (1925–2008). Jego ojciec pochodził z rodziny Żydów aszkenazyjskich, a matka była pochodzenia angielskiego, irlandzkiego, szkockiego i walijskiego. Dorastał wraz z młodszym rodzeństwem – bratem Collinem (ur. 1958) i siostrą Caren (ur. 1960). Już jako niemowlę wystąpił w reklamie Pepsi. W 1972 ukończył szkołę średnią Beverly Hills High School w Beverly Hills. W 1977 otrzymał licencjat na wydziale sztuk teatralnych na Uniwersytecie Kalifornijskim, gdzie w 1979 obronił tytuł magistra sztuki w zakresie scenopisarstwa. Pracował jako model i stolarz. Trenował sztukę walki Jeet Kune Do pod kierunkiem Bruce’a Lee.

### Kariera
Po raz pierwszy pojawił się na dużym ekranie w komediodramacie muzycznym Piknik (Clambake, 1967) z Elvisem Presleyem, a następnie w dramacie kryminalnym Trzech bezlitosnych (Three the Hard Way, 1974) i filmie King Kong (1976) u boku Jessiki Lange i Jeffa Bridgesa.
Został dostrzeżony jako Ken Graham w operze mydlanej ABC Ryan’s Hope (1984–1985). Zachwycił telewidzów i krytyków rolą adwokata Arnolda Beckera w serialu NBC Prawnicy z Miasta Aniołów (L.A. Law, 1986–1994), za którą był dwukrotnie nominowany do nagrody Emmy (1987, 1988) i Złotego Globu (1989, 1990).
W serialu Starz Amerykańscy bogowie (American Gods, 2017) zagrał postać Wulkana.

## Życie prywatne
Był związany z aktorką Heather Thomas (1976) i gospodarzem programów rozrywkowych Vanną White (1985). W latach 1983–1987 był żonaty z Brendą Cooper. W dniu 19 listopada 1988 poślubił brytyjską aktorkę i modelkę Amandę Pays. Mają czterech synów: Olivera Millera (ur. 1989), bliźniaki – Henry’ego i Angusa Moore’a (ur. 1992) oraz Finleya Coopera (ur. 1998).

## Filmografia

### Filmy
- 1967: Piknik (Clambake) jako Roy
- 1974: Trzech bezlitosnych (Three the Hard Way) jako chłopak
- 1976: King Kong jako reporter
- 1987: Raz jeszcze (Hello Again) jako Jason Chadman
- 1989: Pierwsza liga (Major League) jako Roger Dorn
- 1989: Punkt krytyczny (Breaking Point, TV) jako Pike
- 1991: Okruchy wspomnień (Shattered) jako Jeb Scott
- 1994: Zabójcze radio (Radioland Murders) jako Dexter Morris
- 1994: Pierwsza liga II (Major League II) jako Roger Dorn
- 1996: Wielka biała pięść (The Great White Hype) jako Peter Prince
- 1998: Pierwsza liga III: Powrót do źródeł (Major League: Back to the Minors) jako Roger Dorn
- 2002: Czy Św. Mikołaj się rozwodzi? (I Saw Mommy Kissing Santa Claus) jako David Carver
- 2002: Dead Above Ground jako Mark Mallory
- 2005: Kiss Kiss Bang Bang jako Harlan Dexter

### Seriale TV
- 1980: The Waltons jako Casey
- 1984–1985: Ryan’s Hope jako Ken Graham
- 1986–1994: Prawnicy z Miasta Aniołów (L.A. Law) jako Arnie Becker
- 1987: Matlock jako on sam
- 1990: Saturday Night Live jako on sam
- 1990: Star Trek: Następne pokolenie (Star Trek: The Next Generation) jako Q2
- 1990: Kochany John (Dear John) jako Blake McCarren
- 1991: Nie z tego świata (Out of This World) jako Chad
- 1992: Kroniki Seinfelda (Seinfeld) jako on sam
- 1994: Pomoc domowa (The Nanny) jako Glen Mitchell
- 1997: Dotyk anioła (Touched by an Angel) jako Eric Weiss
- 1999: JAG – Wojskowe Biuro Śledcze (JAG) jako kapitan Owen Sebring
- 1999: Nash Bridges jako Edward Jansen
- 1999: Tracey bierze na tapetę... (Tracey Takes On...) jako Jack Dayton
- 1999: Siódme niebo (7th Heaven) jako Ted Grant
- 1999: Życie do poprawki (Twice in a Lifetime) jako Roger Stovall
- 2000: Po tamtej stronie (The Outer Limits) jako Virgil Nygard
- 2000: Nagi patrol (Son of the beach) jako Big Red Johnson
- 2000: Tak, kochanie (Yes, Dear) jako Gary Walden
- 2000: Słoneczny patrol (Baywatch) jako Barry Poe
- 2001: V.I.P. jako Zack Henley
- 2001: Jack i Jill (Jack & Jill) jako Paul Barrett
- 2001: Prezydencki poker (The West Wing) jako Henry Shallick
- 2003: Żar młodości (The Young and the Restless) jako Todd Williams
- 2004: Nowojorscy gliniarze (NYPD Blue) jako Bob Cavanaugh
- 2004: Brygada ratunkowa (Third Watch) jako Carter Savage
- 2004: Mów mi swatka (Miss Match) jako Stu 'dr Love’ Scott
- 2004–2006: Szpital miejski (General Hospital) jako John Durant
- 2006: Orły z Bostonu (Boston Legal) jako adwokat Eli Granger
- 2006–2014: Świry (Psych) jako Henry Spencer
- 2007: Mistrzowie horroru (Masters of horror) jako Ira
- 2009: Nowe przygody starej Christine (The New Adventures of Old Christine) jako Howard
- 2011: Castle jako Lance Hastings
- 2011: Zabójcze umysły jako Jerry Grandin
- 2012: Switched at Birth jako James Wilkes Jr.
- 2013: Zbrodnie Palm Glade jako Michael Longworth
- 2013: Hawaii Five-0 jako Henry Upton
- 2014: Motyw jako dr Matthews
- 2014: Skorpion jako Bob Connelly
- 2014: Wirtualna liga jako Bruce
- 2014: Jeden gniewny Charlie jako Roger
- 2011: Grace i Frankie jako dr Paul Mason
- 2015: Agenci NCIS: Nowy Orlean jako admirał marynarki wojennej Adam Huntley
- 2017: Bezmocni jako Vanderveer Wayne Sr.
- 2017: Amerykańscy bogowie (American Gods) jako Wulkan
- 2018: The Kominsky Method w roli samego siebie
- 2018: Hap i Leonard jako szef Cantuck
- 2018: Billions jako Bill McGann
- 2018–2020: Magnum: Detektyw z Hawajów jako Francis „Icepick” Hofstetler
- 2019: Punisher jako Anderson Schultz
- 2019–2020: Rezydenci jako Kyle Nevin
- 2019: Przepis na amerykański sen (Fresh Off the Boat) jako Mervin
- 2020: Tommy jako Milton Leakey